# Jwaneng
Jwaneng ist eine Stadt innerhalb des Southern District in Botswana im südlichen Afrika. Dort befindet sich eine bedeutende Diamantenmine. 

## Geographie
Im Jahr 2011 hatte Jwaneng 18.008 Einwohner. Die Stadt liegt zwar innerhalb des Southern District, ist aber selbstverwaltet. 
Jwaneng besteht aus acht etwa gleich großen Stadtteilen (units), von denen Unit 8 der jüngste ist. Die Mine und die Abraumhalden liegen etwa drei Kilometer nördlich der Stadt.
Jwaneng liegt am Südostrand der Kalahari, ungefähr 110 Kilometer von der Hauptstadt Gaborone entfernt. Das Gebiet ist flach, das Klima arid.

## Geschichte
In dem Gebiet wurden 1972 drei diamanthaltige Kimberlit-Dykes in paläoproterozoischem Sedimentgestein entdeckt; 1982 ging die Jwaneng Diamond Mine vollständig in Betrieb. Parallel dazu entstand die Stadt. Jwaneng bedeutet auf Setswana „Ort der kleinen Steine“. Anfangs war Jwaneng eine „geschlossene Stadt“, die Fremde nicht betreten durften; heute ist die Stadt allgemein zugänglich.

## Wirtschaft und Infrastruktur
Die Jwaneng Diamond Mine ist die achtgrößte Diamantenmine der Welt, gehört zum Debswana-Konzern und ist ein Tagebau. Jährlich werden 12 bis 15 Millionen Karat (Kt) gefördert. Eine Tonne Gestein enthält durchschnittlich 1,26 Kt Diamanten. Die Reserven betragen 88,3 MKt (Stand Dezember 2012). Zeitweise machten die Einkünfte aus der Mine 70 Prozent der Gesamtgewinns der Debswana aus. 2012 war das Bergwerk 300 Meter tief; bis zur Stilllegung des Bergwerks wird eine Tiefe von 675 Metern erwartet.
Der Flughafen Jwaneng (IATA-Code JWA, ICAO-Code FBJW) wird von Debswana-eigenen Flugzeugen bedient. Er liegt unmittelbar westlich der Stadt. Die asphaltierte Landebahn ist rund 1675 Meter lang. Jwaneng liegt am Trans-Kalahari Corridor, der in Botswana als A2 bezeichnet wird und Kanye und Südafrika im Osten mit Kang und Namibia im Westen verbindet. Am Nordrand der Stadt befindet sich an der A2 der Jwaneng Bus Terminal.
Im Jwana Game Park gibt es zahlreiche Tiere zu sehen.